# Strażnica WOP Ruptawa

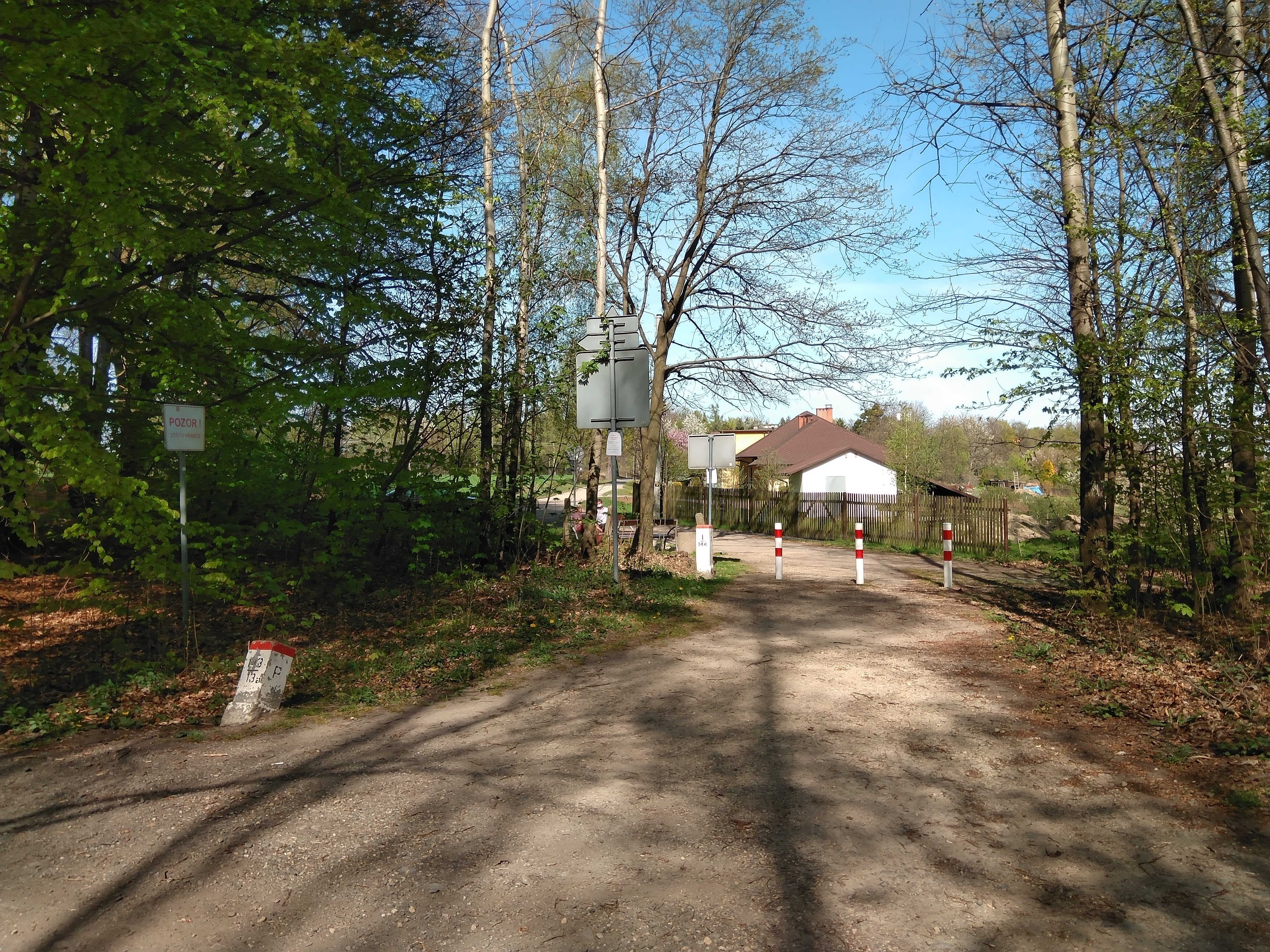
Granica polsko-czeska, znak gran. nr 143/13a rej. Ruptawy (kwiecień 2020)

Strażnica Wojsk Ochrony Pogranicza Marklowice/Ruptawa – zlikwidowany podstawowy pododdział Wojsk Ochrony Pogranicza pełniący służbę graniczną na granicy polsko-czechosłowackiej.

## Formowanie i zmiany organizacyjne
Strażnica została sformowana w 1945 w strukturze 45 komendy odcinka Jastrzębie Zdrój jako 207 strażnica WOP (Marklowice) o stanie 56 żołnierzy. Kierownictwo strażnicy stanowili: komendant strażnicy, zastępca komendanta do spraw polityczno-wychowawczych i zastępca do spraw zwiadu. Strażnica składała się z dwóch drużyn strzeleckich, drużyny fizylierów, drużyny łączności i gospodarczej. Etat przewidywał także instruktora do tresury psów służbowych oraz instruktora sanitarnego.
W 1947 siłami strażnicy nr 207 i strażnicy nr 208 wystawiono placówkę w Moszczenicy. W tym samym przeniesiono strażnicę z Marklowic Górnych do Ruptawy.
W związku z reorganizacją oddziałów WOP w 24 kwietnia 1948, strażnica została włączona w struktury 63 batalionowi Ochrony Pogranicza, a 1 stycznia 1951 42 batalionu WOP w Cieszynie.
Od 15 marca 1954 w Wojskach Ochrony Pogranicza wprowadzono nową numerację strażnic, a strażnica WOP Ruptawa I kategorii otrzymała nr 214 w skali kraju.
W 1956 rozpoczęto numerowanie strażnic na poziomie brygady. Strażnica I kategorii Ruptawa była 4 w 4 Brygadzie Wojsk Ochrony Pogranicza w Gliwicach.
31 grudnia 1959 była jako 22 strażnica WOP III kategorii Ruptawa.
1 stycznia 1964 była jako 23 strażnica WOP lądowa IV kategorii Ruptawa.
Strażnica WOP Ruptawa funkcjonowała do sierpnia 1974, kiedy to została rozformowana. Ochraniany przez strażnicę odcinek granicy państwowej, przejęły strażnice WOP: Zebrzydowice i Skrbeńsko.

## Ochrona granicy
Od 1947 załoga strażnicy wykonywała kontrolę graniczną i celną osób, towarów oraz środków transportu:
- Przejściowy Punkt Kontrolny MRG Marklowice.

Rozwinięta strażnica lądowa WOP Ruptawa ochraniała odcinek granicy państwowej:
- Włącznie znak graniczny nr III/334 , wyłącznie znak gran. nr III/348.
- Od lat 60. XX wieku[9] na odcinku strażnicy do pełnienia służby w ochronie granicy państwowej, wykorzystywane były metalowe wieże obserwacyjne[d]
  - Marklowice Górne – 1 wieża (rejon znaku gran. nr III/336).
  - Ruptawa – 1 wieża (rejon znaku gran. nr III/345).
- Współdziałała w zabezpieczeniu granicy państwowej z:
  - Strażnice WOP w: Zebrzydowicach i Skrbeńsku
  - Sekcja Zwiadu WOP w Cieszynie.
- W ochronie granicy dowódcy strażnicy ściśle współpracowali ze swoimi odpowiednikami tj. naczelnikami placówek OSH (Ochrana Statnich Hranic) CSRS.

## Wydarzenia
- 1947 – na całym odcinku strażnicy wprowadzono zapory w miejscach dogodnych do przekroczenia granicy[3].
- 1956 – koniec czerwca, początek lipca w okresie tzw. „Wypadków poznańskich”, przy linii granicznej i w strefie działania, odnajdywano pakunki zawierające ulotki z tzw. „bibułą”, przytwierdzone do balonów leżących na ziemi[11]. W związku z masowością zjawiska, żołnierze otrzymali zezwolenie na użycie broni, celem zestrzelenia nisko przelatujących balonów (nawet jeśli znajdowały się na terytorium czechosłowackim, ale w zasięgu ognia – to samo czynili pogranicznicy czechosłowaccy)[12].

## Strażnice sąsiednie
- 206 strażnica WOP Kaczyce ⇔ 208 strażnica WOP Godów – 1946
- 206 strażnica WOP Kaczyce ⇔ 207a strażnica WOP Skrbeńsko – po 1946
- 213 strażnica WOP Zebrzydowice ⇔ 215 strażnica WOP Skrbeńsko – 1954
- 3 strażnica WOP Zebrzydowice I kategorii ⇔ 5 strażnica WOP Skrbeńsko III kategorii – 1956
- 23 strażnica WOP Zebrzydowice II kategorii ⇔ 21 strażnica WOP Skrbeńsko IV kategorii – 31.12.1959
- 24 strażnica WOP Zebrzydowice lądowa II kategorii ⇔ 23 strażnica WOP Skrbeńsko lądowa IV kategorii – 01.01.1964
- Strażnica WOP Zebrzydowice ⇔ Strażnica WOP Skrbeńsko – do 08.1974.

## Komendanci/dowódcy strażnicy
- kpt. Andrzej Gorczyński[13] (był do 08.1974) – do rozformowania[3].